# Други сазив Народне скупштине Републике Србије
Други сазив Народне скупштине Србије конституисан је 25. јануара 1993. године.
Посланици у овај сазив изабрани су на ванредним изборима одржаним 20. децембра 1992. године.

## Расподела мандата
Први сазив чини 250 народних посланика, а изборне листе имају следећи број мандата:
| Изборна листа                                          | Мандата |
| ------------------------------------------------------ | ------- |
| Социјалистичка партија Србије                          | 101     |
| Српска радикална странка                               | 73      |
| ДЕПОС                                                  | 50      |
| Демократска странка                                    | 6       |
| Група грађана Жељко Ражнатовић Аркан                   | 5       |
| Сељачка странка Србије                                 | 2       |
| Коалиција ДС и реформске демократске странке Војводине | 2       |
| Демократска заједница војвођанских Мађара              | 9       |
| Демократска реформска странка Муслимана                | 1       |
 - листа националне мањине
 - групе грађана
За председника Скупштине изабран је Зоран Лилић касније га је заменио Зоран Аранђеловић а за председника владе Никола Шаиновић.